# Піргеліометр

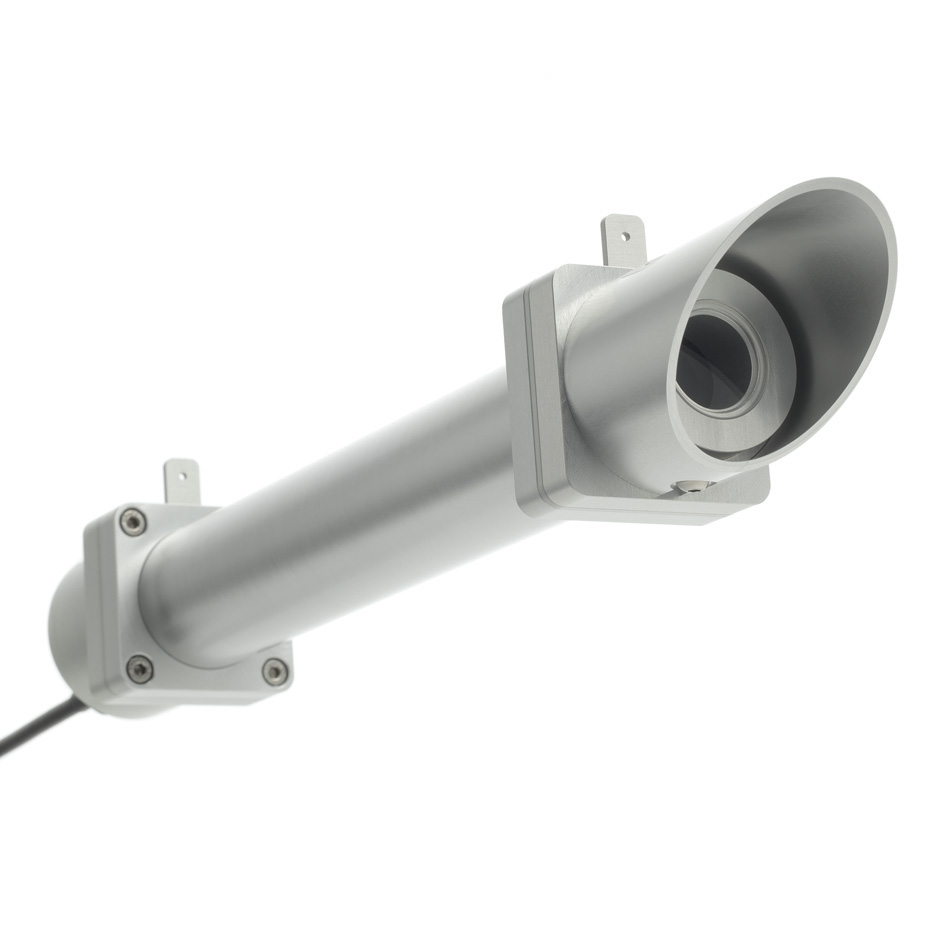
Сучасний піргеліометр DR01 фірми Hukseflux

Піргеліометр (від дав.-гр. πῦρ — вогонь, ἥλιος — сонце і μετρέω — вимірюю) — абсолютний прилад для вимірювання прямої сонячної радіації, що падає на поверхню, перпендикулярну сонячним променям.
Принцип дії заснований на вимірюванні кількості тепла, що утворюється при поглинанні сонячного випромінювання.
Піргеліометр в основному застосовується для перевірки відносних приладів — актинометрів.
Іноді в літературі (зазвичай перекладній) можна зустріти неправильне написання — пергеліометр.

## Конструкції

### Геліограф Джорджа Стокса
Предтечею піргеліографів був прилад, створений в 1881 році ірландським фізиком Джорджем Стоксом. Він являв собою скляний шар, який фокусував сонячні промені на картонку, що повторює форму кулі. Сфокусовані сонячні промені випалювали на картоні лінію слідів, які повторювали шлях руху Сонця. По цих слідах можна було визначити кількість безхмарного часу і інтенсивність сонячного світла.
Тепер такий прилад називається геліограф.

### Піргеліометр Хвольсона
Вимірювання прямої радіації Сонця в Російській імперії проводилися з 1870 років.
У 1892 році російський фізик, професор Орест Хвольсон розробив теорію абсолютних вимірювань сонячної радіації за допомогою піргеліометра і відносних за допомогою актинометра. Вимірювання в піргеліометрі Хвольсона проводилися за допомогою двох мідних пластин, одна з яких нагрівалася сонячними променями, і термопари, виділяючої струм, який вимірювався гальванометром. Ці прилади використовувалися в Павлівській обсерваторії близько 10 років, але були крихкими і складними у вжитку.
У 1896 році шведський геофізик Батіг Ангстрем створив абсолютний компенсаційний піргеліометр, а в 1905 році Міжнародна метеорологічна конференція запатентувала цей прилад як еталон.

### Компенсаційний піргеліометр Ангстрема (часто— Онгстрема)
В Західній Європі, в СРСР і в Росії в якості еталона був прийнятий піргеліометр Ангстрема, створений в 1896 році.
Приймальна частина приладу являє собою дві однакові дуже тонкі зачорнені манганінові пластини і термопару, з'єднану з ними. Одна з пластин нагрівається сонячним випромінюванням, друга, захищена від сонячних променів, нагрівається електричним струмом. При рівних температурах пластин термопара не дає струму. Кількість сонячного тепла, поглиненого першою пластиною визначається за значенням струму, що подається на другу пластину для компенсації різниці температур.
В СРСР піргеліометри вироблялись в Тбілісі.

### Водоструминний піргеліометр Аббота
У США еталонним приладом є водоструминний піргеліометр Чарльза Аббота з конструктивними поправками радянського вченого В. М. Шульгіна.
Датчиком цього піргеліометра була поміщена під сонячне світло зачорнена камера, що омивається потоком води. Така ж камера, але затемнена, нагрівалася електричним струмом так, щоб температура вихідних з цих камер потоків води була однакова, що вимірювалося термоелементами.

### Сучасні піргеліометри
У сучасних піргеліометрах в якості сенсора використовуються термобатареї — ряд послідовно з'єднаних термоелементів (напівпровідникові елементи, що використовують термоелектричні явища).